# Otto Sassenroth
Otto Sassenroth (* 5. April 1924 in Krumbach; † 11. Dezember 1985 in Lahnstein) war ein deutscher Politiker (SPD).

## Leben
Sassenroth war beruflich als Eisenbahner tätig und wohnte in Sankt Goarshausen.
Bei den Landtagswahlen 1951 und 1955 wurde er jeweils als Abgeordneter in den Rheinland-Pfälzischen Landtag gewählt, dem er bis 1959 angehörte. Bei der Bundestagswahl 1953 kandidierte er auf der Landesliste der SPD Rheinland-Pfalz, verpasste aber den Einzug ins Parlament.